# Bentley S2
Der Bentley S2 (und die von ihm abgeleitete Sportversion Bentley S2 Continental) war ein Oberklasse-Pkw-Modell von Bentley Motors. Vom Vorgänger Bentley S1 unterschied sich das Fahrzeug hauptsächlich durch einen neuen V8-Motor und die bessere Klimatisierung.

## Standardmodell
Der Anfang Oktober 1959 vorgestellte S2 wurde, wie der Rolls-Royce Silver Cloud II, mit einem neuen Aluminium-V8-Motor statt des bisherigen Reihensechszylinders ausgestattet. Mit diesem neuen Motor war der S2 deutlich schneller als die früheren Fahrzeuge. Außerdem lieferte er genügend Leistungsreserven für die zahlreichen Nebenaggregate wie die neue Klimaanlage. 
Motorblock – mit nassen Laufbuchsen – und Zylinderköpfe des neuen Motors bestanden aus Aluminiumguss, der Hubraum maß 6,2 Liter (6230 cm³) bei einer Bohrung von 104 und einem Hub von 94 Millimetern, die hängenden Ventile wurden über Hydrostößel von einer zentralen Nockenwelle betätigt. Das Gemisch wurde von Doppelvergasern mit  Startautomatik aufbereitet und das Verdichtungsverhältnis betrug 8 : 1. Als Serienausstattung gab es nun eine Servolenkung, außerdem wurde eine neue Armaturentafel und ein neues Lenkrad eingeführt. Einige der frühen S2-Modelle wurden noch mit der alten S1-Armaturentafel ausgeliefert.
Der S2 wurde mit kurzem Radstand („short wheel base“ 123 Zoll/3124,2 mm) und langem Radstand ("long wheel base" 127 Zoll/3225,8 mm) angeboten. Als Standard wurden die Fahrzeuge mit der Werkskarosserie ausgeliefert; es gab jedoch weiterhin die Möglichkeit, nur das Fahrgestell zu erwerben. Die Sportversion S2 Continental wurde nur als Fahrgestell angeboten. Von den 1920 zwischen 1959 und 1962 produzieren S2-Fahrgestellen (SWB und LWB) wurden die meisten ab Werk mit der Standardkarosserie als fertige Fahrzeuge ausgeliefert, der Rest erhielt Karosserieaufbauten von Park Ward, Hooper, H. J. Mulliner & Co. und James Young. 

## S2 Continental
Wie schon im Fall des Vorgängers, bot Bentley auch beim S2 eine sportliche Sonderversion mit der Bezeichnung Continental an. Bentley lieferte hier nur das fahrbereite Chassis; der Aufbau wurde jeweils von selbständigen Karosseriebauunternehmen im Kundenauftrag beigesteuert. S2-Karosserien gab es von Mulliner, James Young (jeweils Coupé und viertürige Limousine), Park Ward (Cabriolet), Hooper (Limousine) und Graber (Coupé). Insgesamt entstanden 388 Exemplare des S2 Continental.

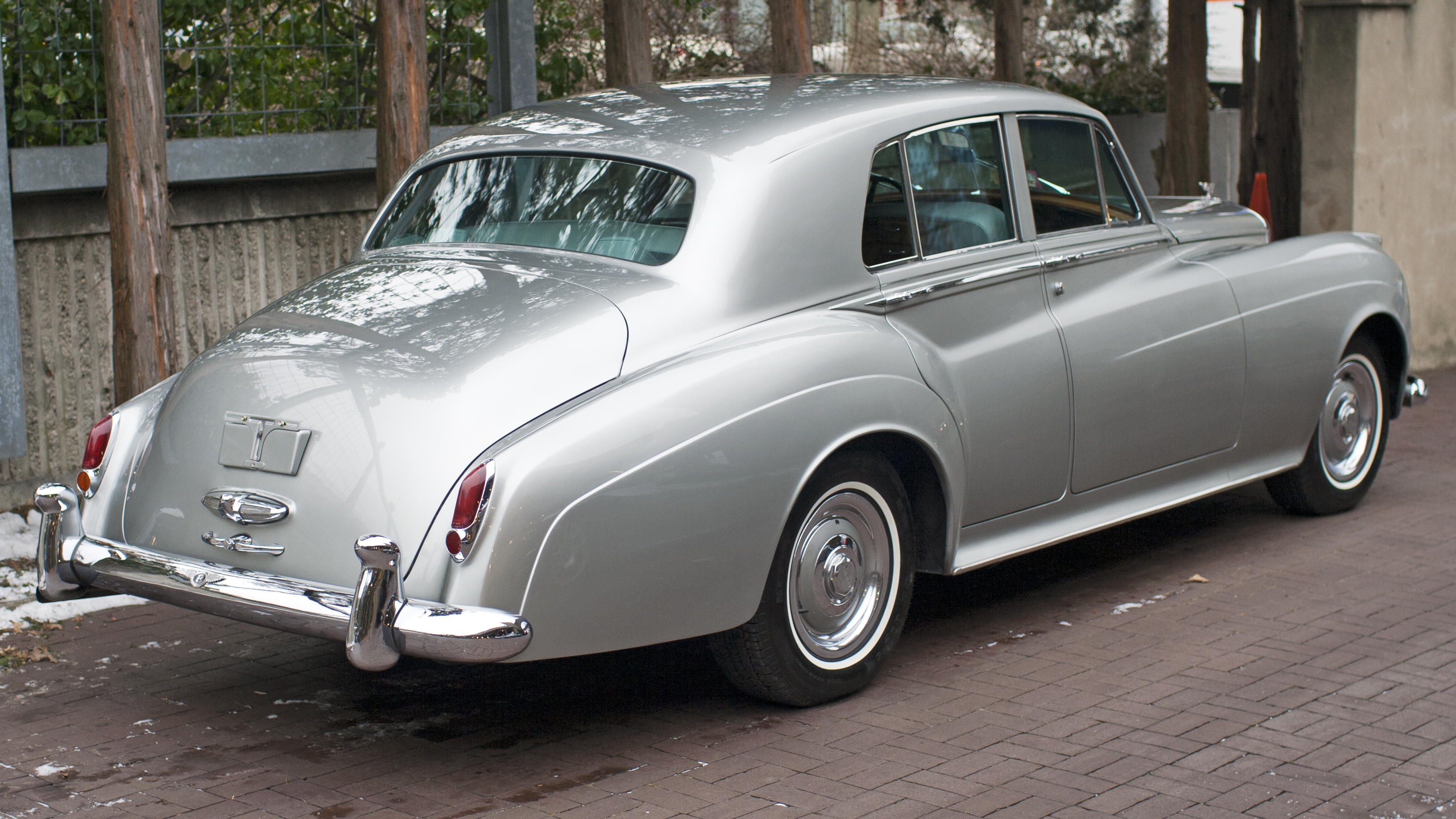
Rückansicht S2
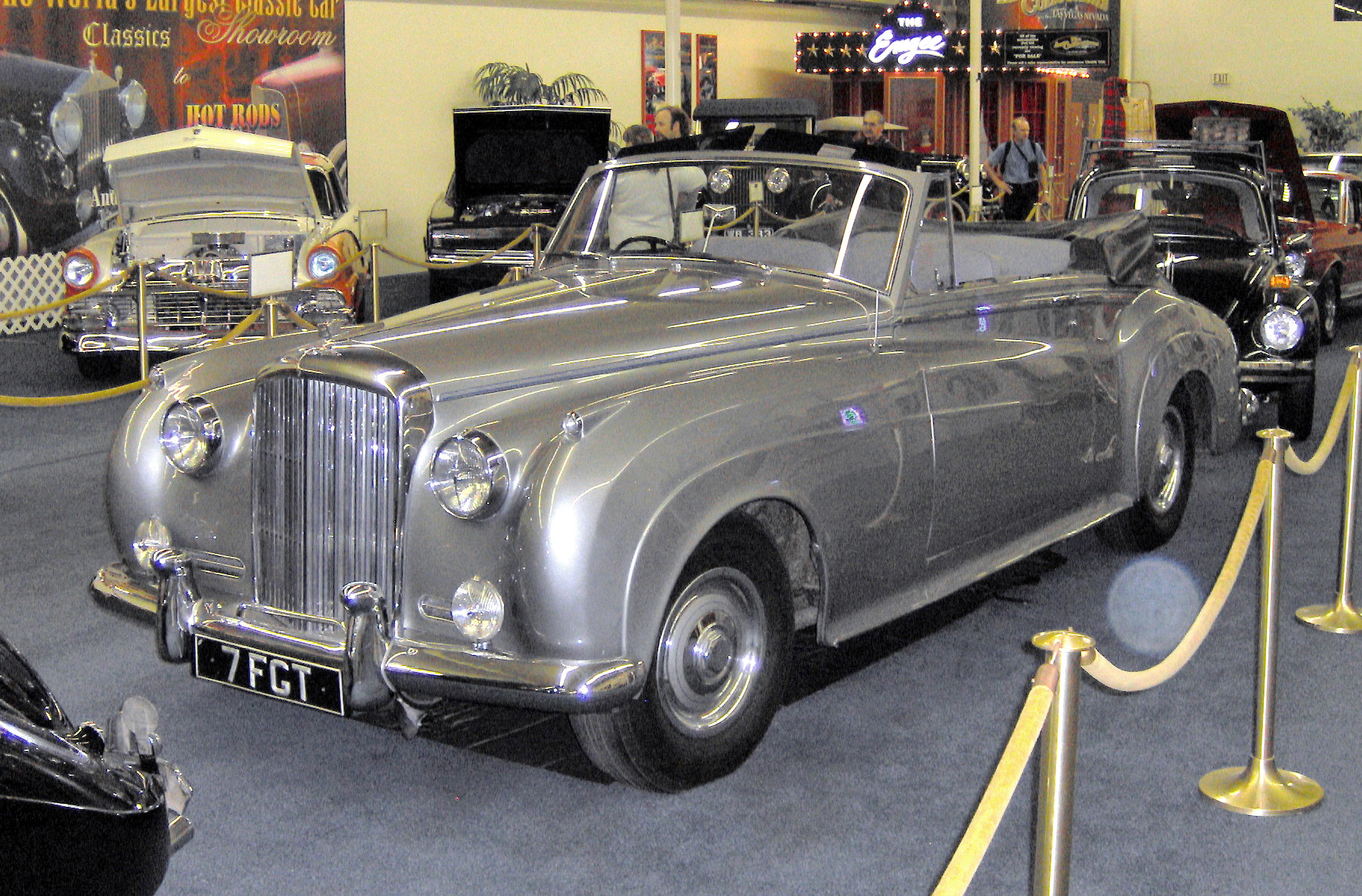
Bentley S2 Drophead Coupé (H J Mulliner, 1962)
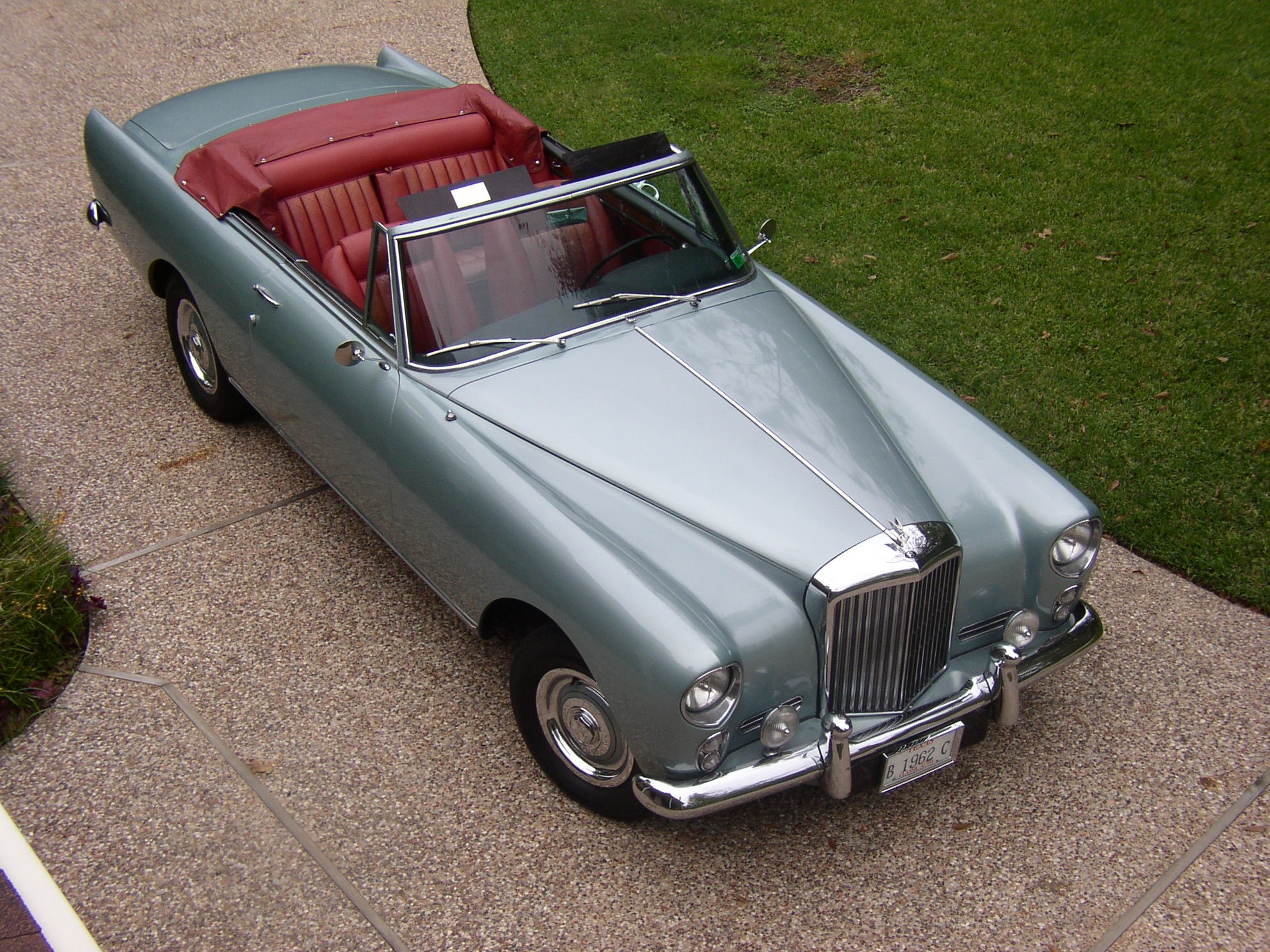
Bentley Continental S2 Cabriolet (Park Ward, 1962)
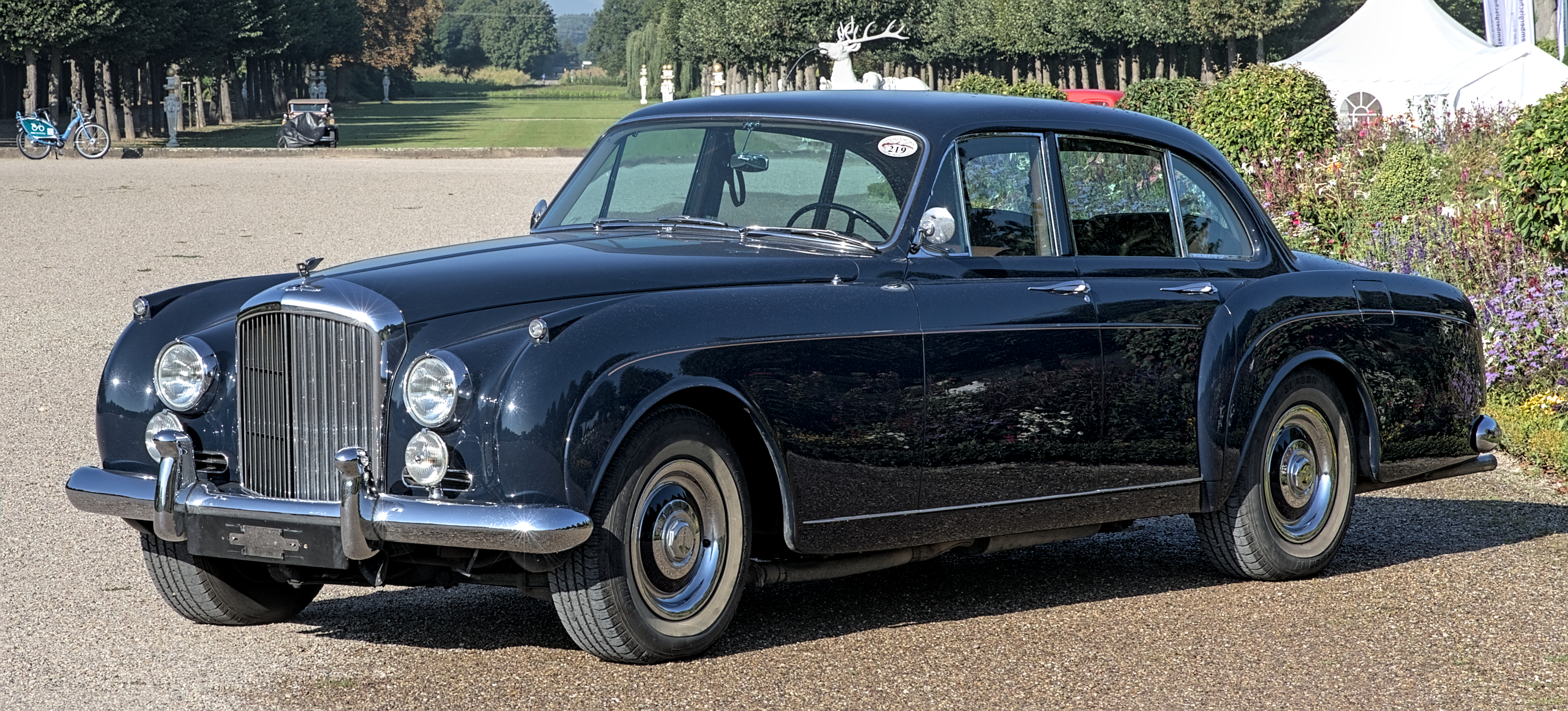
Bentley Continental S2 Flying Spur (4-türige Limousine, James Young)

## Produktionszahlen
- S2: 1863; davon 15 mit H. J. Mulliner & Co.-"drophead coupe"-Karosserien (Cabriolet)
- S2 long wheelbase: 57; davon 5 mit James-Young- und 1 mit Wendler-Karosserie
- S2 Continental: 388

gesamt: 2308 